# 恒生指數期貨及期權
恒生指數期貨及期權，是香港恒生指數的股票指數期貨投資產品，同時是香港交易所衍生產品市場內最主要的產品，由恒生指數期貨（簡稱恒指期貨或期指）及恒生指數期權（簡稱恒指期權）組成。恒指期貨及期權均設有標準合約（每點$50）及小型合約（每點$10）。

## 歷史
恒生指數期貨於1986年5月推出，而恒生指數期權則於1993年3月推出。2000年10月9日及2002年11月18日，香港交易所先後推出小型恒生指數期貨合約及小型恒生指數期權，金額均為原合約之兩成。

## 期貨
恒指期貨設有標準合約（每點$50）及小型合約（每點$10），最後交易日為該月最後第二個營業日。

## 期權
標準合約設有每月期權（每月倒數第二個營業日到期）及每周期權（每周最後一個營業日到期，一般是星期五）。
小型合約只設有每月期權。

## 規則
每張恒生指數期貨合約價值等於恆生指數之點數乘以50港元（例如當恒生指數為20,000點時，恒生指數期貨合約價值為一百萬港元），但這並不代表一定要有一百萬港元才能購買恆生指數期貨合約，只需要支付按金（現時大約12萬港元）便可購買。每一個點數的升跌代表合約價值50港元的升跌。
恒生指數期貨的交易月份分別為現月（又稱即月）、下月及最近的兩個季月；短期期權的合約月份是現月、下兩個月及之後的三個季月；長期期權則是之後的五個6月及12月合約月份。
結算當月最後第二個股市交易日是為最後交易日，因為結算價以當日每5分鐘報價的平均價為準，所以被稱為「期指結算日」。實際的結算工作則於最後交易日之翌日進行。

## 交易時段
由9:15-12:00及 下午1:00-4:30,由2013年4月8日起,加設期貨夜市,由下午5時15分至晚上11時。從2017年11月7日至2019年6月14日，夜市期貨為下午5時15分至凌晨1時，6月17日起則為下午5時15分至凌晨3時。